# Чёрное озеро (Гатчина)
Чёрное о́зеро — озеро естественного происхождения на территории города Гатчины. Глубины до 4 метров. В озере водятся карась и щука.
Расположено в Приоратском парке, является центром его композиции. В 1790-х годах при создании Приоратского парка из озера были вынуты десятки тысяч кубометров земли, которые использовали для формирования берегов.
На южном берегу озера расположено единственное крупное сооружение Приоратского парка — уникальный землебитный Приоратский дворец. На северной оконечности озера находится Адмиралтейский мост, отделяющий его от Белого озера. На озере находятся два небольших острова.
14 мая 1908 года на Чёрном озере была открыта лодочная станция, помещения которой зимой использовались как раздевалка при катке. Лодочная станция просуществовала недолго, до 1914 года.
Питается подземными ключами. У озера был единственный сток, соединяющий его с Белым озером, но в 2003 году произошла авария канализационного коллектора города, в результате которой канализационные стоки попали в озеро. Для локализации аварии единственный сток озера был перекрыт земляной дамбой.
С ноября 2009 года ЗАО «Ленмелиорация» проводило крупномасштабные работы по очистке Чёрного озера.

## Галерея

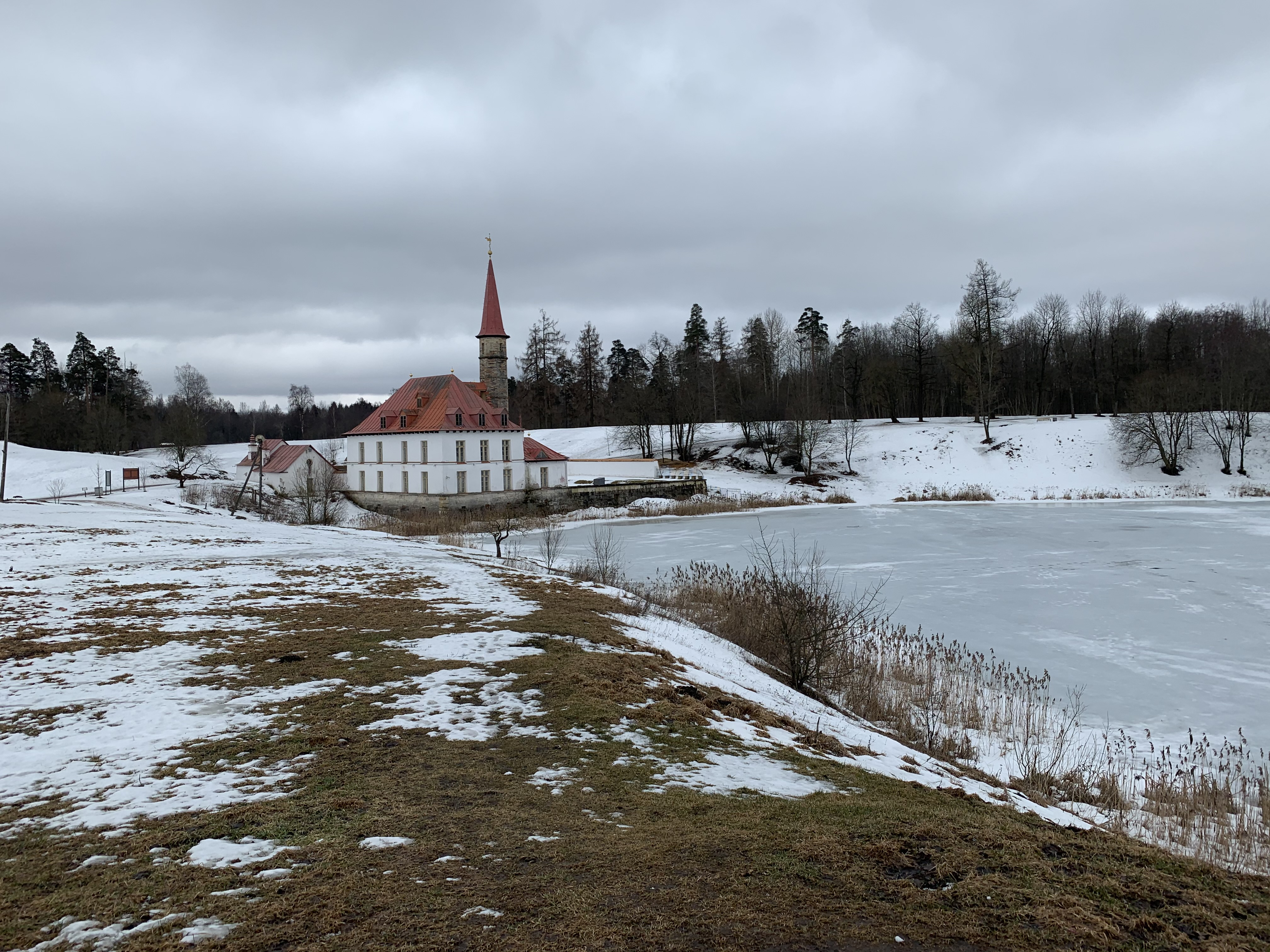
Вид на Приоратский дворец и Черное озеро
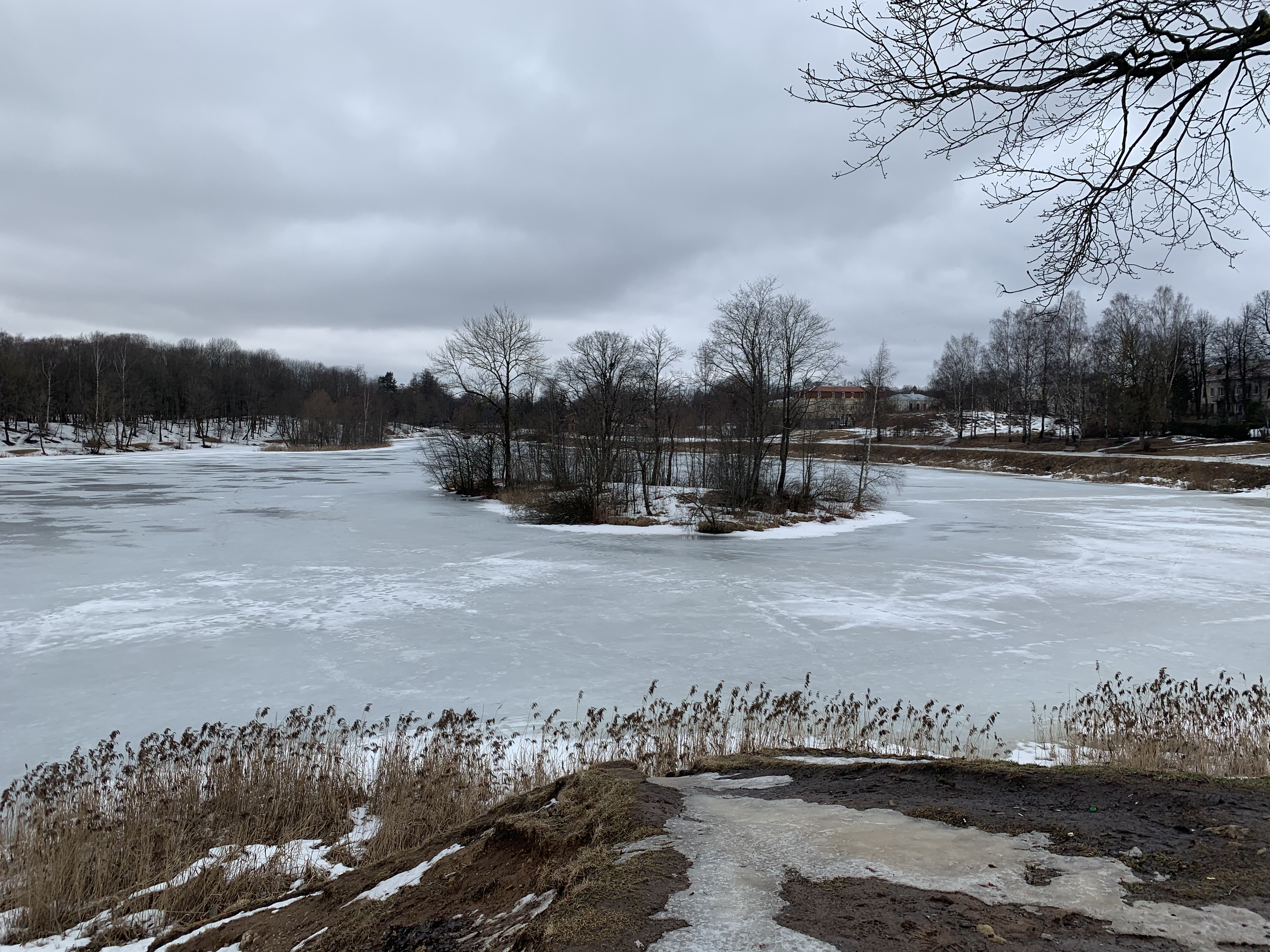
Черное озеро